# Albius (mythologie celtique)
Pour les articles homonymes, voir Albius.
Albius est un dieu mineur et local de la mythologie celtique gauloise, dont l'existence n'est révélée que par une seule inscription trouvée à Arnay-le-Duc.

## L'inscription
En 1896 une inscription est découverte inscrite sur la panse d'un vase en bronze, lui-même découvert enfoui dans un puits antique au hameau de Chassenay, à proximité d'Arnay-le-Duc en Côte-d'Or. Inscrite dans le Corpus Inscriptionum Latinarum sous les références CIL XIII, 2840 et CIL XIII, 11233, l'inscription est lue :
AVG(VSTO) SACR(VM) DEO ALBIO ET DAMONAE SEX(TVS) MAR(TIVS) COCILLUS EX IVSSU EIVS V(OTVM) S(OLVIT) L(IBENS) M(ERITO)
Soit, en français :
« Au dieu Auguste, au dieu Albius et à Damona. Sextus Martius, Cocilius, d'après son ordre, s'est acquitté de son vœu librement et avec joie. »
Une autre lecture est cependant proposée : 
AVG(VSTO) SACR(VM) DEO ALBIO ET DAMONAE SEX(TVS) MAR(TIVS) COCILLUS F(ILIVS) EX IVSSU EIVS V(OTVM) S(OLVIT) L(IBENS) M(ERITO)
Soit, en français :
« Au dieu Auguste, au dieu Albius et à Damona. Sextus Martius, fils de Cocilius, sur son ordre, s'est acquitté de son vœu librement et avec joie. »
Le lieu de découverte est situé le long de la voie romaine reliant Autun/Augustodunum à Langres/Andematunum, à proximité d'une source qui rejoint l'Arroux.

## Interprétation
En raison de la mention de Damona au sein de la dédicace, en tant que la parèdre d'Albius, celui-ci est généralement associé, ou assimilé, à Borvo, partenaire habituel de Damona. Toutefois, en raison du caractère polyandre de Damona, il est difficile de déterminer si Albius est une simple épiclèse de Borvo, comme le suggère Patrice Lajoye, ou une divinité locale autonome. Comme Borvo, Albius est assimilé par certains auteurs, comme Claude Sterckx par exemple, à un Apollon gaulois thermal et guérisseur.